# Times Higher Education
Times Higher Education (viết tắt là THE), trước đây có tên là The Times Higher Education Supplement (THES), là một tạp chí báo cáo cụ thể về tin tức và các vấn đề liên quan đến giáo dục đại học.

## Sở hữu
TPG Capital đã mua lại TSL Education từ Charterhouse trong một thỏa thuận mua bán trị giá 400 triệu bảng vào tháng 7 năm 2013 và đổi tên thành TSL Education, trong đó Times Higher Education nằm trong hợp đồng, với tên gọi TES Global. Việc mua lại của TPG đánh dấu lần thay đổi quyền sở hữu thứ ba trong vòng chưa đầy một thập kỷ đối với Times Higher Education, công ty trước đây thuộc sở hữu của News International trước khi được mua lại bởi Exponent Private Equity vào năm 2005.
Vào tháng 3 năm 2019, nhóm cổ phần tư nhân Inflexion Pvt. Equity Partners LLP đã mua lại Times Higher Education từ TPG Capital, trở thành chủ sở hữu thứ tư của THE sau 15 năm. Sau khi được nhóm cổ phần tư nhân mua lại, Times Higher Education được coi là một thực thể độc lập khỏi TES Global. Khoản đầu tư được thực hiện bởi các quỹ mua lại thị trường trung bình chuyên dụng của Inflexion.
Cố vấn độc quyền cho việc mua lại Inflexion là Houlihan Lokey, một công ty đầu tư trước đây đã hỗ trợ một số nhóm cổ phần tư nhân mua lại các tổ chức giáo dục vì lợi nhuận. Sau khi mua lại, Houlihan Lokey cho biết rằng ban lãnh đạo Times Higher Education hiện tại sẽ làm việc để đáp ứng nhu cầu về dữ liệu và các sản phẩm xây dựng thương hiệu, đồng thời xem xét việc bán chéo cho các khách hàng hiện tại.

## Lịch sử
Từ số đầu tiên của tạp chí vào năm 1971 cho đến năm 2008, The Times Higher Education Supplement (THES) đã được xuất bản dưới dạng báo, và liên kết với tờ The Times. Vào ngày 10 tháng 1 năm 2008, nó được cơ cấu lại như một tạp chí. Tạp chí được xuất bản bởi TES Global, cho đến tháng 10 năm 2005, khi trở thành một phần của News International. Tạp chí được biên tập bởi John Gill. Phil Baty là tổng biên tập và chịu trách nhiệm đưa tin quốc tế. Ông cũng là biên tập viên của Bảng xếp hạng các trường đại học thế giới của tạp chí.
Tạp chí có một chuyên mục châm biếm hư cấu được viết bởi Laurie Taylor, mang tên "Poppletonian", phản ánh về cuộc sống tại Đại học Poppleton hư cấu.
Năm 2011, Times Higher Education đã được Hiệp hội các nhà xuất bản chuyên nghiệp trao tặng danh hiệu "Tạp chí Doanh nghiệp hàng tuần của năm" và "Thương hiệu Doanh nghiệp Truyền thông của Năm".
Vào năm 2019, có tin đồn rộng rãi rằng Elsevier, người đã hợp tác với THE trong việc biên soạn bảng xếp hạng trường đại học của họ, đang có kế hoạch tiếp quản Times Higher Education hoàn toàn.
Vào tháng 8 năm 2020, Times Higher Education đã công bố quan hệ đối tác với cơ quan tuyển dụng SI-UK và nhà cung cấp chỗ ở Casita, báo hiệu sự gia nhập thị trường tuyển dụng sinh viên ở nước ngoài và nhà ở cho sinh viên.
Vào ngày 11 tháng 9 năm 2020, Studyportals có trụ sở tại Hà Lan thông báo rằng họ đã ký một thỏa thuận với Times Higher Education, theo đó khách truy cập sinh viên của trang web Times Higher Education sẽ được chuyển hướng đến nền tảng tuyển dụng sinh viên Studyportals bất cứ khi nào sinh viên xem xét các khóa học của các trường đại học mà THE xếp hạng trên bảng xếp hạng Đại học Thế giới của tạp chí.

## Giải thưởng
Tạp chí tổ chức hai giải thưởng hàng năm, " Times Higher Education Awards" và "Times Higher Education Leadership and Management Awards" (Thelmas).